# 羅沃恩·威爾斯
羅沃恩·威爾斯（英語：RowVaughn Wells，约1962年—）是2023年1月被孟菲斯警方殺害的男子泰爾·尼科爾斯的母親。她主張在美國防止警察暴力。威爾斯影響了拜登政府推行警察改革。

## 生平
威爾斯出生於約1962年，來自加利福尼亞州奧克蘭。她是泰爾·尼科爾斯的母親，尼科爾斯於2023年1月被孟菲斯警方殺害。事後，她主張在美國防止警察暴力。由於美國的警察暴力事件，威爾斯影響了拜登政府推行警察改革。她讚揚了孟菲斯警察局長賽爾琳·J·戴維斯的快速反應。
2023年2月，威爾斯和她的丈夫羅德尼·威爾斯（Rodney Wells）應國會黑人核心小組的邀請，在出席國情咨文演講之前訪問了白宮。他們得到了國會議員的起立鼓掌。2023年3月，威爾斯與阿爾·夏普頓牧師一起在哈莱姆區的正義之家發表關於她兒子死亡的演說。2023年4月，她因其對兒子死亡的堅強和反應而被《時代》雜誌評為全球百大最具影響力人物之一
2023年4月，威爾斯的律師本傑明·克倫普對孟菲斯警察局提起聯邦訴訟。

## 外部連結
- 羅沃恩·威爾斯在互联网电影资料库（IMDb）上的資料（英文）